# Johannes Willem van Reinhartshausen
Johannes Willem van Reinhartshausen (Cefalù (Sicilië), 30 oktober 1849 - Schloss Reinhartshausen, Erbach im Rheingau, 25 december 1861) was de buitenechtelijke zoon van prinses Marianne van Oranje-Nassau en haar minnaar en latere levensgezel Johannes van Rossum die eerst als lakei en later als bibliothecaris aan haar hofhouding was verbonden.
Hij werd geboren tijdens een 'educatieve' reis die zijn moeder in 1849 maakte naar het Heilig Land. Zij vertrok op 4 juli 1849 per stoomschip Willem I dat daartoe door haar afgehuurd was. In feite was de reis een camouflage om de geboorte van haar buitenechtelijke kind te verhullen. Op 14 september kwam zij aan in Cefalù waar ze twee maanden zou blijven. Ze verbleef in een huisje van ene Pernice waar op 30 oktober 1849 haar zoon geboren werd. Op 13 november 1849 ging Marianne weer aan boord van de Willem I om haar reis te vervolgen. Haar zoon liet ze voorlopig achter op Sicilië.

Prinses Marianne is de enige vrouwelijke Oranje-telg van wie een buitenechtelijk kind bekend is. Tevens is zij een van de weinige adellijke dames in de geschiedenis die een buitenechtelijk kind na de geboorte niet afstond. Ze vernoemde Johannes Willem naar zijn natuurlijke vader en haar eigen vader Willem I.

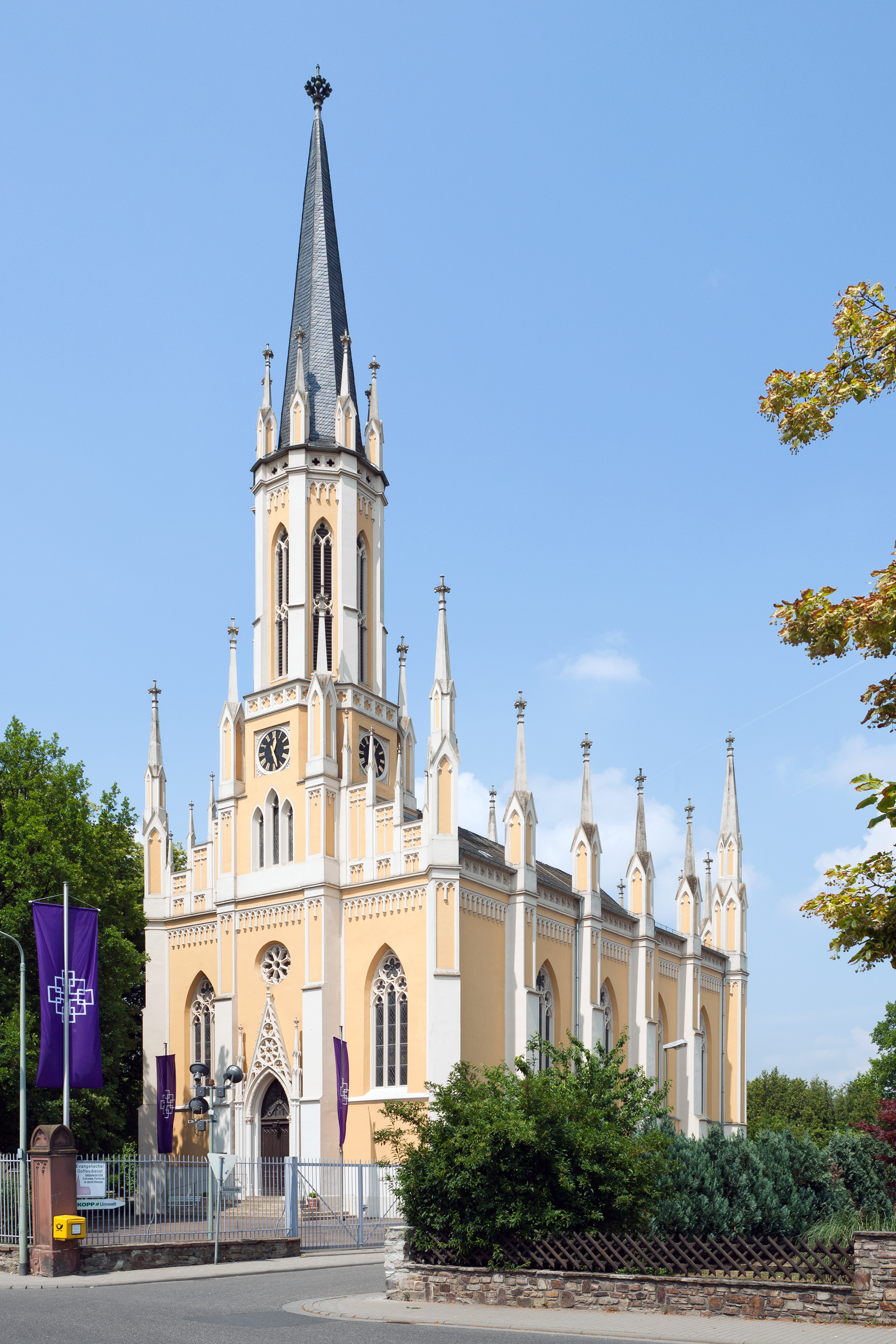
Johanneskerk van Erbach

In 1852 werd Johannes Willem van Sicilië naar de villa Celimontana op Vaticaans grondgebied gebracht. Zijn moeder had de villa, toen nog villa Mattei geheten, op 7 juni 1851 door Van Rossum laten kopen en zij had besloten hun kind zelf openlijk op te voeden. De villa was omgeven met fraaie tuinen en antieke beelden. In deze tuin liet zijn moeder het portret van zijn vader maken. Dit huis zou uitgroeien tot een middelpunt van cultuur waar kunstenaars en aristocraten elkaar ontmoetten.
Moeder Marianne poogde enkele malen tevergeefs een adellijke naam voor haar zoon te krijgen van koning Willem III. De hertog van Nassau, hoofd van de Duitse tak van de familie Nassau, honoreerde haar verzoek evenwel met de adellijke naam von Reinhartshausen, waarmee Johannes Willem jonkheer werd. Deze achternaam was afgeleid van het gelijknamige kasteel dat eigendom was van prinses Marianne.
Zijn moeder Marianne hield erg veel van hem. Met de drie kinderen uit haar vorige huwelijk had ze, door toedoen van haar schoonfamilie, weinig contact meer. In brieven die van haar bewaard zijn gebleven noemt zij Johannes Willem het kind mijns ouderdoms. Hij werd voorbestemd om een burgerberoep te bekleden (bijvoorbeeld predikant of advocaat). Hij was zeer intelligent voor zijn leeftijd en werd al op zijn 11e bij een predikant ondergebracht om te studeren. Bij zijn eerste kerstverlof stierf hij bij zijn ouders aan roodvonk. Op de avond van zijn overlijden schonk zijn moeder 60.000 gulden voor de bouw van een protestantse kerk in Erbach, in nagedachtenis van Johannes Willem.
Johannes Willem van Reinhartshausen werd tijdelijk begraven op het kerkhof van Erbach. Later werd hij bijgezet in de nieuw gebouwde Johanneskerk in Erbach, nabij Reinhartshausen. Er werd door Johan Hendrik Stöver een marmeren grafmonument vervaardigd, waarbij zijn moeder tot aan haar overlijden geregeld bloemen kwam leggen.

## Foto's ouders

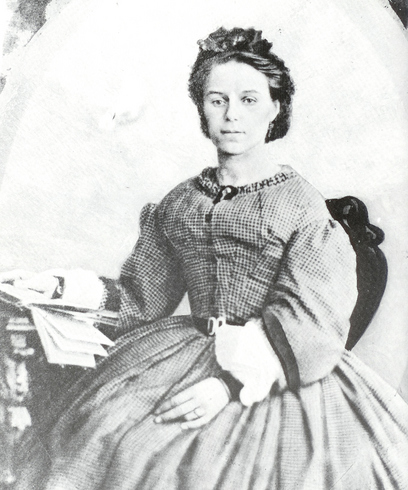
Moeder prinses Marianne der Nederlanden (ca. 1850)
Vader Johannes van Rossum (1852)
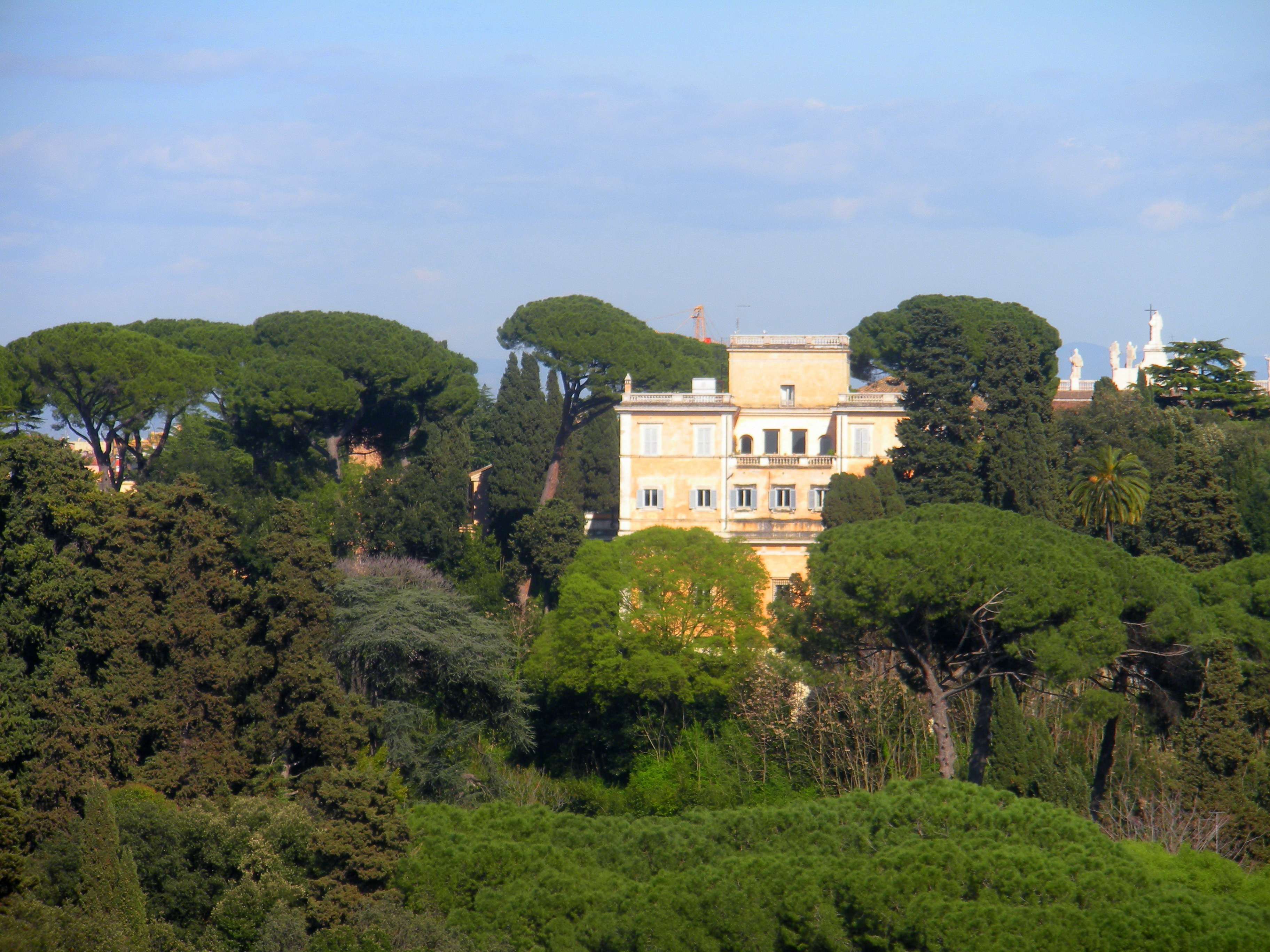
Villa Celimontana (2011)